# همه‌پرسی قانون‌اساسی مصر (۲۰۱۲)
همه‌پرسی قانون‌اساسی مصر ۱۵ و ۲۲ دسامبر ۲۰۱۲ در کشور مصر برگزار شده‌است. این همه‌پرسی دومرحله‌ای نخست در ۲۵ آذر ۱۳۹۱ (۱۵ دسامبر ۲۰۱۲) در استان‌های شمالی سپس ۲ دی (۲۲ دسامبر) در استان‌های جنوبی مصر برگزار خواهد شد.
حدود ۵۸۰٬۰۰۰ واجد مصری مقیم خارج نیز از ۲۳ تا ۲۷ آذر می‌توانستد در همه‌پرسی شرکت کنند.
پیش‌نویس قانون‌اساسی نو را پس از انقلاب مصر را شورای قانون‌اساسی (مجلس موسسان مصر) ظرف شش ماه تا نیمه‌های آذرماه تدوین کرده تحویل رئیس‌جمهور مصر محمد مرسی دادند.

## پیشینه
قرار بود همه‌پرسی در یک مرحله در ۱۵ آذر برگزار شود که به دلیل آماده نشدن امکانات و حاضر نشدن برخی قاضیان برای نظارت همه‌پرسی دومرحله‌ای شد.
همه‌پرسی در خارج مصر نیز قرار بود از تاریخ ۱۹ آذرآغاز شود  که به علت گفتگوهای دولت با مخالفان عقب افتاد.

## درگیری‌های داخلی
عدهٔ زیادی از حزب‌ها و گروه‌های سکولار و لیبرال و طرفداران سابق حسنی مبارک پس از درگیری‌های چندروزهٔ داخلی همه‌پرسی را تحریم کردند یا خواستار رای منفی شدند.
البته اسلامگرایان و اخوان‌المسلمین از همه‌پرسی حمایت کرده‌اند.
دانشگاه ازهر شرکت در همه‌پرسی را بر مصریان واجب کرده‌است ولی خواهان رای آزادانهٔ مردم شده‌است.

## برگزاری
مرحلهٔ نخست در ۱۰ استان شمالی قاهره، اسکندریه، دقهلیه، استان غربیه، استان شرقیه، استان اسیوط، استان سوهاج، اسوان، سینای شمالی، سینای جنوبی در ۱۵ آذر برگزار شد.
مرحلهٔ دوم در استان‌های جیزه، قلیوبیه، منوفیه، بحیره، کفر شیخ، دمیاط، اسماعیلیه، پورت‌سعید، سوئز، مطروح، وادی جدید، بنی‌سویف، فیوم، منیا، اقصر، قنا ۲ دی برگزار شد.
ارتش مصر مسئول امنیت همه‌پرسی بود و در پی درگیری‌ها در مصر مستقر شده‌بود.

## نتیجه
براساس نتایج اعلام شده ۶۳٫۸٪ از رای دهندگان به قانون اساسی مصر رای موافق داده‌اند.

## واکنش‌ها
- ایران محمود احمدی‌نژاد در گفتگویی تلفنی با محمد مرسی رییس‌جمهور مصر تبریک گفت.[۸]

## پی‌نوشت و منبع
1. ↑  "Egypt to hold referendum in two stages due to shortage of judges". Al Arabiya. 11 December 2012. Archived from the original on 14 December 2012. Retrieved 11 December 2012.
2. 1 2  «مرحله اول همه‌پرسی قانون اساسی فردا برگزار می‌شود». خبرگزاری فارس. ۲۴ آذر ۱۳۹۱.
3. ↑  «تمدید مهلت رای‌گیری همه‌پرسی قانون اساسی مصر در شعب خارج». خبرگزاری فارس. ۲۵ آذر ۱۳۹۱.
4. ↑  «تاریخ همه‌پرسی قانون اساسی مصر اعلام شد». خبرگزاری فارس. ۱۱ آذر ۱۳۹۱.
5. ↑  «۵۸۰هزار مصری مقیم خارج در همه‌پرسی قانون اساسی شرکت می‌کنند». خبرگزاری فارس. ۱۴ آذر ۱۳۹۱.
6. ↑  «مواضع احزاب مصری درباره همه‌پرسی قانون اساسی». خبرگزاری فارس. ۲۳ آذر ۱۳۹۱.
7. ↑  "Egyptian constitution 'approved' in referendum". BBC News. 23 December 2012. Retrieved 23 December 2012.
8. ↑  «در مکالمه تلفنی با رییس جمهور مصر؛ احمدی‌نژاد برگزاری موفقیت‌آمیز همه‌پرسی قانون اساسی مصر راتبریک گفت». خبرگزاری فارس. ۵ دی ۱۳۹۱.